# دریاچه چاگان
دریاچه چاگان (به قزاقی: Lake Chagan) یا چاغان یک دریاچه در قزاقستان است که در استان قزاقستان شرقی واقع شده‌است.